# Anchastus maculatus
Anchastus maculatus is een keversoort uit de familie kniptorren (Elateridae). De wetenschappelijke naam van de soort is voor het eerst geldig gepubliceerd in 1943 door Van Zwaluwenburg.